# Galinowo
Galinowo – wieś w Polsce, w województwie warmińsko-mazurskim, w powiecie iławskim, w gminie Kisielice.
W latach 1975–1998 miejscowość administracyjnie należała do województwa elbląskiego.
Oficjalnie nazwę Galinowo w miejsce niemieckiego Gallnau wprowadzono 21 kwietnia 1953 roku. Od zakończenia II wojny światowej do czasu nadania nazwy urzędowej miejscowość nosiła przejściową nazwę Zbyszkowo.